# Isar
Isar je rijeka u Austriji (Tirol) i Njemačkoj (Bavarska). Izvire u austrijskim Alpama, teče 32 km kroz Tirol i 263 km kroz Bavarsku. Utječe u Dunav kod Deggendorfa.
Ukupna dužina Isara iznosi 295 km i sliv pokriva površinu od 8.370 km². Srednji protok vode je 175 m³/sek. Četvrta je najveća rijeka u Bavarskoj.

## Gradovi na rijeci
- Bad Tölz
- Dingolfing
- Freising
- Landau an der Isar
- Landshut
- München
- Moosburg an der Isar
- Plattling